# Blaste oregona
Blaste oregona är en insektsart som först beskrevs av Banks 1900.  Blaste oregona ingår i släktet Blaste och familjen storstövsländor. Inga underarter finns listade i Catalogue of Life.